# Гаркави, Александр Львович
Александр Львович Гаркави (10 ноября 1924, Ростов-на-Дону — 7 сентября 2007, Москва) — советский и российский математик, доктор физико-математических наук (1966), специалист по комплексному и функциональному анализу.

## Биография
Родился в семье крупного инженера-энергетика.
В 1942—1950 годах служил в РККА. Участник боевых действий на фронтах Великой Отечественной войны, старший техник-лейтенант, инженер-капитан, награждён орденами Красной Звезды, Отечественной войны 2 степени и медалями.
В 1956 году окончил с отличием механико-математический факультет Львовского университета и был принят в аспирантуру Математического института им. В. А. Стеклова АН СССР (научный руководитель — профессор С. Б. Стечкин).
В 1959 году защитил кандидатскую диссертацию, в 1966 году — докторскую.
Автор работ по теории приближений и геометрии банаховых пространств. В 1961 году опубликовал соотношения двойственности в задаче наилучшего приближения элементами произвольного выпуклого множества в банаховом пространстве. Автор исследований аппроксимативных свойств подпространств конечной коразмерности и решении соответствующих двойственных экстремальных задач теории моментов. Ввёл понятия чебышёвский центр, почти чебышёвское множество, равномерная выпуклость по направлениям и другие, которые стали общепринятыми.
В 1982 году за работу по использованию теории надёжности в инженерных задачах удостоен премии Госстроя СССР.
Преподавал в Ивановском текстильном институте, Орехово-Зуевском педагогическом институте, Военно-инженерной академии имени В. В. Куйбышева. С 1977 года профессор кафедры высшей математики Московского государственного строительного университета.
Умер 7 сентября 2007 года в Москве. Прах захоронен в колумбарии на Троекуровском кладбище.